# Li Wenlong
Li Wenlong (Fushun, 4 febbraio 2001) è un pattinatore di short track cinese.

## Biografia
Ha ottenuto il primo risultato di rilievo a livello giovanile ai Campionati mondiali juniores 2019 di Montréal, dove ha vinto l'oro nella staffetta 3000 m.  
Ha rappresentato la Cina ai Giochi olimpici invernali di Pechino 2022, in cui ha ottenuto la medaglia d'argento nei 1000 m, terminando alle spalle del connazionale Ren Ziwei.

## Palmarès

### Olimpiadi
- 1 medaglie:
  - 1 argento (1000 m a Pechino 2022);

### Mondiali
- 4 medaglie:
  - 2 ori (staffetta 5000 m a Seul 2023; staffetta 5000 m a Rotterdam 2024);
  - 2 argenti (staffetta 2000 m mista a Seul 2023; staffetta 5000 m a Pechino 2025);

### Mondiali junior
- 1 medaglie:
  - 1 oro (staffetta 3000 m a Erzurum 2014).